# 이수환 (킥복싱 선수)
이수환(Su Hwan Lee, 1983년 1월 26일~)은 대한민국의 킥복싱 선수이다. 주종목은 킥복싱과 무에타이다. 대한민국에서 출생하였다.

## 전체 정보

### 입식 타격 전적
- 19전 12승 7패(8 KO)

| 경기일자         | 상대                   | 결과 | 내용           | 대회                                      |
| ---------------- | ---------------------- | ---- | -------------- | ----------------------------------------- |
| 2010년 5월 16일  | 코미야 유키히로        | 승   | 3R 판정        | 라이즈65                                  |
| 2009년 11월 27일 | 쉬옌                   | 승   | 2R KO          | 더 칸2                                    |
| 2009년 4월 21일  | 키도 야스히로          | 패   | 3R 판정        | K-1 World Max 2009 final 16               |
| 2009년 3월 20일  | 임치빈                 | 패   | 1R KO          | K-1 Max Korea 2009                        |
| 2009년 3월 20일  | 노재길                 | 승   | 1R KO          | K-1 Max Korea 2009                        |
| 2009년 3월 20일  | 문군트스즈 난딘 에르덴 | 승   | 1R KO          | K-1 Max Korea 2009                        |
| 2009년 2월 23일  | 알버트 크라우스        | 패   | 3R 판정        | K-1 World Max 2009 일본대표결정전         |
| 2008년 2월 24일  | 노재길                 | 패   | 3R 판정        | K-1 아시아 Max 2008 in seoul              |
| 2008년 2월 24일  | 시리몽콜 싱왕챠        | 승   | 4R 연장판정    | K-1 아시아 Max 2008 in seoul              |
| 2007년 10월 3일  | 야스히로 카즈야        | 승   | 3R 판정        | K-1 월드 맥스 2007 final                  |
| 2007년 6월 28일  | 아투르 키시엔코        | 패   | 3R 1분 26초 KO | K-1 월드 맥스 2007 final 16               |
| 2007년 2월 18일  | 임치빈                 | 승   | 1R 1분 50초 KO | K-1 fighting network khan 2007 in seoul   |
| 2007년 2월 18일  | 이진환                 | 승   | 3R 판정        | K-1 fighting network khan 2007 in seoul   |
| 2007년 2월 18일  | 김성훈                 | 승   | 1R 30초 KO     | K-1 fighting network khan 2007 in seoul   |
| 2006년 9월 16일  | 가류 신고              | 승   | 1R 27초 KO     | K-1 fighting network khan 2006 세계대항전 |
| 2006년 2월 25일  | 임치빈                 | 패   | 3R KO          | K-1 월드 network khan 2006 in busan       |
| 2006년 2월 25일  | 문정웅                 | 승   | 1R KO          | K-1 월드 network khan 2006 in busan       |
| 2006년 2월 25일  | 최재식                 | 승   | 1R KO          | K-1 월드 network khan 2006 in busan       |
| 2005년 11월 5일  | 레미기우스 몰케비셔스  | 패   | 2R KO          | K-1 Korea Max 2005                        |

### 정보
키 183cm에 체중 73kg로 맥스급에서 좋은 체격조건을 지니고 있으며 왼손잡이이다. K-1 데뷔전에서 리투아니아 파이터 레미기우스 몰케비셔스에서 패하여 좋지 않은 출발을 보였으나 2006년 부산 칸 대회 토너먼트 결승전에서 임치빈에게 패배를 하여 준우승을 차지하게 된다. 2007년 서울 칸 대회 토너먼트에서 결승에서 다시 임치빈을 만나 화끈한 1R KO로 리벤지에 성공하게 된다. 2007년 월드맥스 개막전에서는 안타깝게도 아투르 키시엔코에게 발목이 잡혀서 월드맥스 결승전 진출은 무산이 됐다. 하지만 좋은 파이팅을 인정받아 10월 파이널에 슈퍼파이트에 오퍼를 받아 한국인 최초로 월드맥스 1승을 거둔다. 2008년 아시아 맥스대회에서는 최대의 난적으로 불리는 시리몽콜 싱왕챠를 연장 판정으로 꺾고 만신창이의 몸으로 준결승에 올라갔지만 K.MAX로 불리는 노재길에게 판정으로 발목을 잡힌다. 2009년 더칸 2 대회에서는 본래 권민석과 대결하기로 되어 있었으나 임치빈이 부상으로 결장하면서 임치빈의 상대였던 쉬옌과 싸우게 되어 2R KO 승을 거뒀다.

## 타이틀
- 한국 주니어 웰터급 챔피언（2001년）
- 코리아 그랑프리 68kg급 챔피언（2002년）
- 한국 미들급 챔피언（2003년）
- MBC-ESPN 영진약품배 70kg급 챔피언（2005년）
- K-1 FIGHTING NETWORK KHAN 2007 IN SEOUL 우승